# Dolina Wolarska

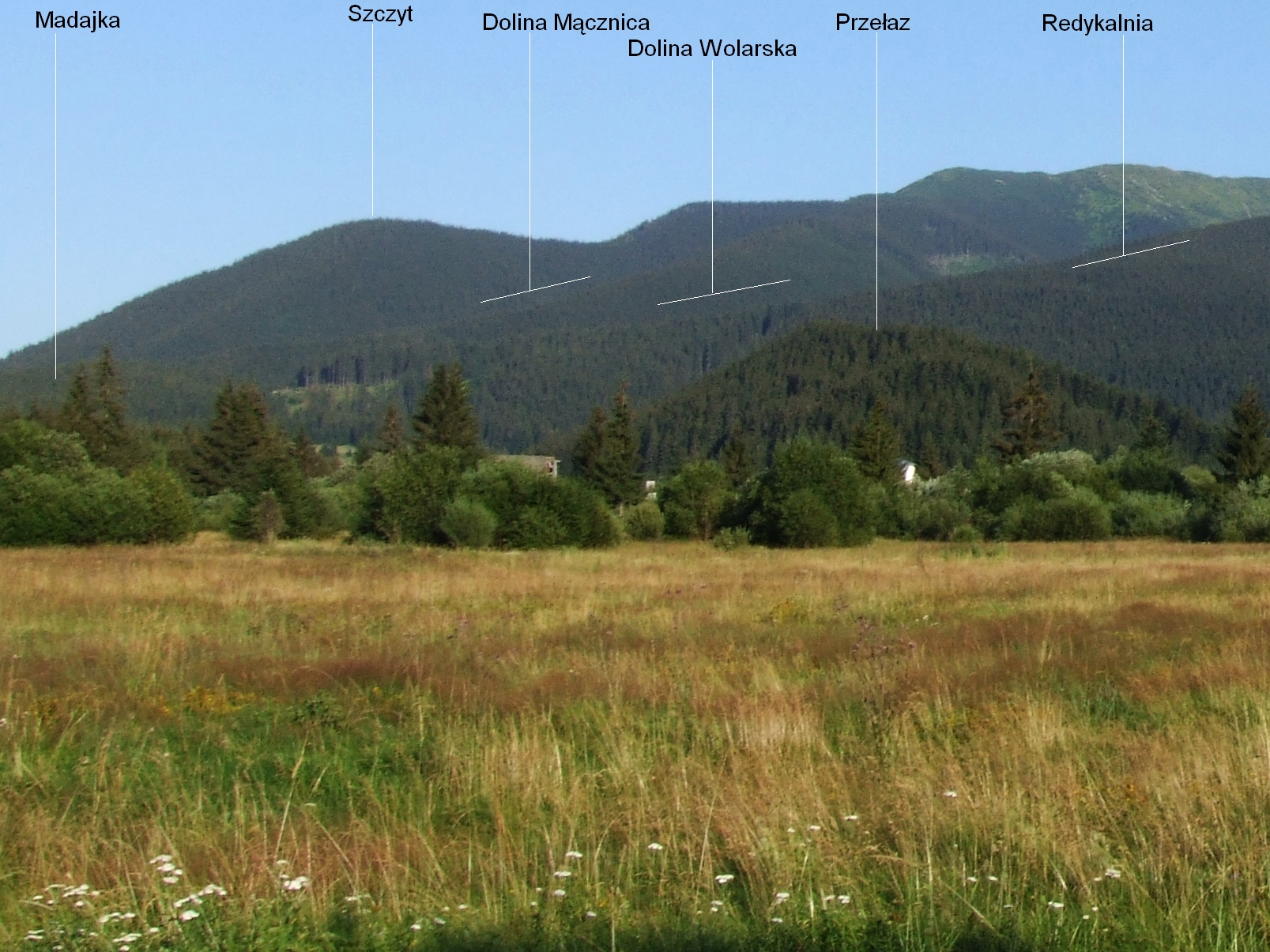
Dolna część Doliny Wolarskiej

Dolina Wolarska, Dolina Wolarzysko (słow. dolina Voliarisko, dolina Volarisko, Volarisko) – dolina w słowackich Tatrach Zachodnich, lewe odgałęzienie Doliny Zuberskiej. Ma wylot na Polanie Brestowej na wysokości około 880 m. Górą podchodzi pod północne stoki Brestowej Kopy (1913 m) w grani głównej Tatr Zachodnich (1934 m). Lewe zbocza doliny tworzy grzbiet Redykalnia i Madajka, prawe – odchodzący od Brestowej Kopy grzbiet Cielęciarki zakończony wzniesieniem Szczyt. Dnem doliny spływa Wolarski Potok.
Dolina ma długość około 3 km i podchodzi do wysokości około 1600 m. Jej dolna część jest bardzo wąska i zbudowana ze skał węglanowych. Występują w nich zjawiska krasowe, m.in. ponory w potokach, wypływy wód na Stefkówce itp. W okolicy wylotu doliny znajduje się duża Jaskinia Brestowa.
Powyżej górnej części doliny, na północno-zachodnich stokach Brestowej Kopy znajduje się upłaz Wolarzysko (Volarisko) i od niego pochodzi nazwa doliny. Dawniej dolina była bowiem wypasana, należała do Hali Brestowa wypasanej przez mieszkańców Habówki. Po dawnym pasterstwie pozostało jeszcze nazewnictwo: Dolina Wolarska, Wolarzysko, Cielęciarki, Redykalnia, Wolarski Potok. Obecnie dolina znajduje się całkowicie na obszarze Tatrzańskiego Parku Narodowego i jest niemal całkowicie zalesiona. Trawiaste są jeszcze północno-zachodnie stoki Cielęciarek. Nie prowadzą przez nią żadne szlaki turystyczne. Przed utworzeniem parku narodowego była odwiedzana przez turystów, ale rzadko, głównie w dolnej części, przy okazji wchodzenia na Brestową przez Cielęciarki.

## Przypisy

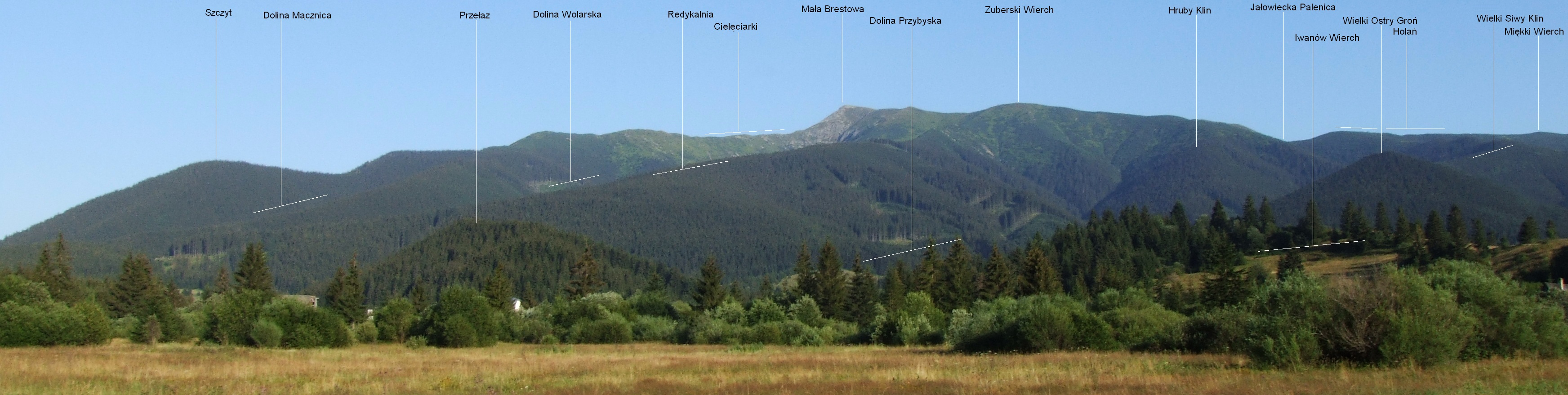
Widok z Zuberca